# Ладакхи

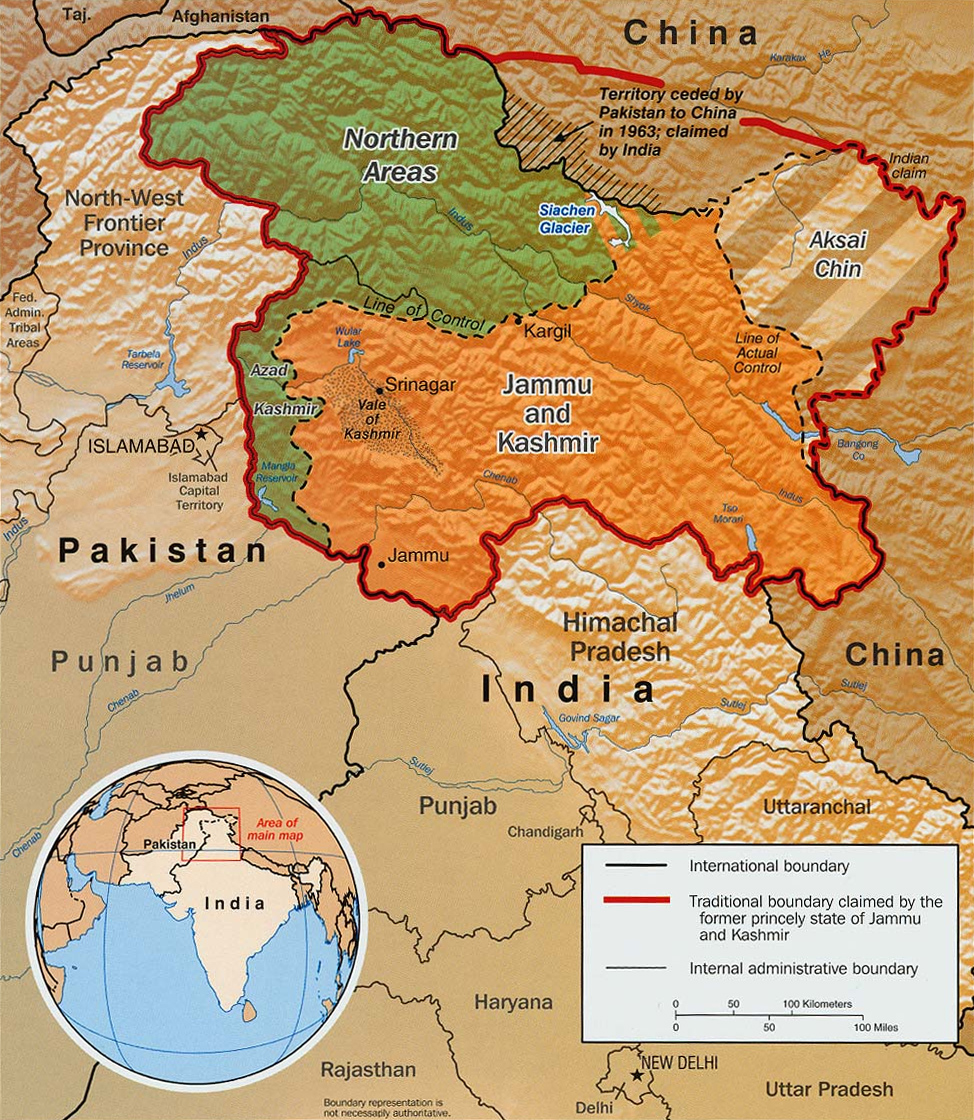
Карта Кашмира. Зелёным обозначена территория, занятая Пакистаном. Тёмно-коричневым — под контролем Индии Джамму и Кашмир, белым — Аксай Чин, занятый Китаем

Лада́кхи — народ, проживающий в Индии, а именно в Ладакхе. Численность населения составляет 57 тыс.человек (по данным на 2010 год). Существуют субэтнические группы — сами ладакхи и чампа.

## Религия
В основном ладакхи по религиозным взглядам приверженцы тибетского буддизма, но есть и индуисты.

## Занятия
Живут в долине Инда и по его притокам, занимаются преимущественно земледелием.
Ладакхи традиционно участвовали в транзитной торговле между Индией и Китаем, Монголией, Тибетом; они владели перевалочными базами. По материальной культуре ладакхи близки к тибетцам. Продолжают играть большую роль в экономике монастыри. Господствовал майорат из-за малоземелия. Бытовала братская полиандрия.